# Juno First
Juno First (яп. ジュノファースト) — аркадная игра в жанре shoot 'em up, разработанная Konami и выпущенная в 1983 году. Для распространения в США игра лицензировалась Gottlieb. Игра представляет собой вертикальный прокручивающийся шутер с 2,5-мерной перспективой от третьего лица, похожей на Radar Scope.. Игра следует традициям предыдущих стрелялок с космической тематикой, таких как Space Invaders и Galaga. В отличие от этих игр, игровой процесс Juno First отличается очень быстрым темпом и энергичностью и напоминает игры Defender и Xevious.

## Игровой процесс
На игровом поле Juno First находятся враги, число которых является фиксированным для каждого уровня, но они не выстраиваются в определённую формацию. Эта игра не является типичным галерейным шутером. Корабль игрока помимо движения влево и вправо может двигаться вперёд и назад, что даёт больше возможностей по убийству врагов. Игровое поле имеет вертикальную ориентацию с горизонтальным наклоном. Такой стиль игрового процесса позднее будет повторно использован в также выпущенном Konami шутере Axelay.
Для прохождения уровней игрок должен уничтожать врагов волна за волной. Начальные формации врагов варьируются от уровня к уровню. Кроме того, игрок может подобрать гуманоида, после чего экран приобретает красноватую окраску. Пока этот режим активен, каждый убитый враг будет приносить игроку на 200 очков больше, чем предыдущий. Исходное значение очков, начисляемых за убийство врага в режиме гуманоида зависит от уровня.

## Порты
Juno First стала доступной в составе коллекции Microsoft Game Room, доступной на игровой приставке Xbox 360 и для персональных компьютеров под управлением Microsoft Windows в июне 2010 года.